# バドリ・ビツァゼ
バドリ・ビツァゼ（グルジア語: ბადრი ბიწაძე、グルジア語ラテン翻字: Badri Bitsadze、1960年4月27日 – ）は、ジョージアの警察士官。ジョージア国境警察初代長官。最終階級は中将。軍検事長、次長検事、内務副大臣を歴任。配偶者は元国会議長で、2度に渡り暫定大統領を務めたニノ・ブルジャナゼ。
ビツァゼはトビリシ国立大学法学部で学び、ソビエト連邦検察科学研究所で博士号を取得した。彼はヴァフタング・ゴルガサリ勲章3等を受章した。ビツァゼは2008年10月29日にジョージア国境警備隊を辞任。ビツァゼの妻ブルジャナゼが現政府への反対を取り下げたことで、ビツァゼは国境警備隊への信頼を貶めることを目的とした何らかの動きが進行中であると主張した。
その後2008年末、ビツァゼは妻ブルジャナゼが新たに設立した政党「民主運動＝統一ジョージア」に参画。2009年3月、ビツァゼの運転手を含む党員数名が武器の不法所持の容疑で突然逮捕された。内務省による逮捕発表の後、ブルジャナゼは捜査に協力する準備ができていると述べたが、提供された証拠は不十分であり、さらなる調査が必要であると主張した。

## 逮捕状
2011年6月上旬、ダヴィト・サクヴァレリゼ次長検事はトビリシ市裁判所に対し、ビツァゼの逮捕状を請求したと述べた。容疑は2011年5月の反政府デモにおいて警察への攻撃を組織したこと、そして保釈金10万ラリの未払いであった。ビツァゼが消息不明となった後の7月25日、ニノ・ブルジャナゼは会見を行い、夫は政治的な亡命を求めていると述べた。明確な証拠が不足していることから、この事件の捜査は大きな議論を喚起した。